# Јермата Њагра (Арад)
Јермата Њагра (рум. Iermata Neagră) насеље је у Румунији у округу Арад у општини Зеринд. Oпштина се налази на надморској висини од 88 m.

## Становништво
Према подацима из 2002. године у насељу је живело 568 становника.

### Попис2002.
| Расподела становништва по националности 2002.‍ | Расподела становништва по националности 2002.‍ | Расподела становништва по националности 2002.‍ | Расподела становништва по националности 2002.‍ | Расподела становништва по националности 2002.‍ |
| --------------------------------------------- | --------------------------------------------- | --------------------------------------------- | --------------------------------------------- | --------------------------------------------- |
|                                               |                                               |                                               |                                               |                                               |
| Румуни                                        | Румуни                                        |                                               | 20                                            | 3,5%                                          |
| Мађари                                        | Мађари                                        |                                               | 536                                           | 94,4%                                         |
| Роми                                          | Роми                                          |                                               | 12                                            | 2,1%                                          |